# Pazifische Hurrikansaison 2018
Die pazifische Hurrikansaison 2018 begann im östlichen Pazifik offiziell am 15. Mai und im Zentralpazifik am 1. Juni; sie endete am 30. November. Innerhalb dieser Periode bilden sich üblicherweise die meisten Tropischen Stürme, da nur zu dieser Zeit geeignete Bedingungen existieren, wie etwa ein warmer Ozean, feuchte Luft und wenig Windscherung, um die Bildung von tropischen Wirbelstürmen zu ermöglichen. Alle Stürme, die sich nördlich des Äquators und östlich von 180°W bilden, gehören zu diesem Becken. Stürme, die sich weiter westlich bilden, werden nicht mehr Hurrikane, sondern Taifune genannt.
Obwohl das ostpazifische Becken nach dem Westpazifik das zweitaktivste Entstehungsgebiet tropischer Wirbelstürme in der Welt ist, bedrohen die meisten Stürme kein Land, da sie meistens auf den offenen Ozean hinaussteuern. Nur wenige Stürme schlagen eine Kurve nach Osten oder Nordosten ein und bedrohen dann vor allem die mexikanische Küste.
Tropische Wirbelstürme im Atlantischen Ozean siehe im Artikel: Atlantische Hurrikansaison 2018.

## Saisonvorhersagen
| Rekordjahre               | Rekordjahre               | Benannte Stürme | Hurrikane | Schwere Hurrikane | Beleg  |
| ------------------------- | ------------------------- | --------------- | --------- | ----------------- | ------ |
| Durchschnitt (1981–2010): | Durchschnitt (1981–2010): | 15,4            | 7,6       | 3,2               | [ 1 ]  |
| – höchste Aktivität:      | – höchste Aktivität:      | 1992: 27        | 2015: 16  | 2015: 11          |        |
| – niedrigste Aktivität:   | – niedrigste Aktivität:   | 2010: 8         | 2010: 3   | 2003: 0           |        |
| Datum                     | Quelle                    | Benannte Stürme | Hurrikane | schwere Hurrikane | Beleg  |
| 24. Mai 2018              | NOAA                      | 14–20           | 7–12      | 3–7               | [ 2 ]  |
| 25. Mai 2018              | SMN                       | 18              | 6         | 4                 | [ 3 ]  |
|                           | Gebiet                    | benannte Stürme | Hurrikane | schwere Hurrikane | Belege |
| tatsächliche Aktivität:   | Ostpazifik                | 22              | 12        | 9                 |        |
| tatsächliche Aktivität:   | Zentralpazifik            | 1               | 1         | 1                 |        |
| tatsächliche Aktivität:   | tatsächliche Aktivität:   | 23              | 13        | 10                |        |

Am 24. Mai 2018 veröffentlichte die National Oceanic and Atmospheric Administration ihre jährliche Vorhersage; diese ging von einer 80-prozentigen Wahrscheinlichkeit für einen fast durchschnittlichen bis mehr als durchschnittlichen Saisonverlauf aus, sowohl im östlichen als auch im zentralen Pazifik, mit insgesamt 14–20 benannten Stürmen, 7–12 Hurrikanen und 3–7 schweren Hurrikanen. Der Servicio Meteorológico Nacional (SMN) Mexikos veröffentlichte seine erste Saisonvorhersage mit insgesamt 18 benannten Stürmen, sechs Hurrikanen und vier schweren Hurrikanen einen Tag später, am 25. Mai 2018.

## Stürme

### Tropisches Tiefdruckgebiet Eins-E
Anfang Mai reagierte ein westwärts ziehender Trog oder eine in den Monsuntrog eingebettete tropische Welle auf eine konvektive Kelvinwelle. Diese Interaktion erzeugte ein großes Gebiet mit Schauer- und Gewittertätigkeit weit südwestlich der Küste von Mexiko, welches vom National Hurricane Center ab dem 7. Mai überwacht wurde. Während der folgenden 48 Stunden organisierte sich die Störung zwar, doch fehlte ihr ein gut definiertes Zentrum, um klassifiziert zu werden; und spät am 9. Mai wurden die Umgebungsbedingungen ungünstig für die weitere Entwicklung. Dennoch führten eine Zunahme der Konvektion und die Bildung einer gut ausgeprägten Zirkulation dazu, dass am 10. Mai um 21:00 UTC das erste tropische Tiefdruckgebiet der Saison klassifiziert wurde. Das System konnte sich jedoch nicht weiter intensivieren und löste sich schließlich aufgrund starker westlicher Windscherung am 12. Mai um 03:00 UTC auf.

### Hurrikan Aletta
Ab dem 31. Mai stellte das NHC das Potential für die tropische Entwicklung eines Gebietes weit südlich von der Küste Mexikos fest. Eine ausgedehnte Wetterstörung bildete sich spät am 2. Juni, die sich stetig zum zweiten tropischen Tiefdruckgebiet der Saison organisierte, das mit dem Auftreten gut erkennbarer Spiralbänder ins Zentrum am 6. Juni um 03:00 UTC erklärt wurde. Das System intensivierte sich weiter und wurde sechs Stunden später zum tropischen Sturm hochgestuft und erhielt den Namen Aletta. Zu diesem Zeitpunkt befand sich das Zentrum rund 565 km südsüdwestlich von Manzanillo, Colima. Der Wirbelsturm zog in einer allgemein westnordwestlichen Richtung, intensivierte sich dabei durch das Eindringen trockener Luft und moderate südwestliche Windscherung nur langsam. Zum 7. Juni bettete sich das Zentrum besser in die tiefe Konvektion ein, und ein Auge bildete sich, sodass der Sturm um 21:00 Uhr UTC zum Hurrikan erklärt wurde. Die Struktur des Wirbelsturms verbesserte sich bis zu den Morgenstunden des 8. Juni, und für Aletta begann eine Periode explosiver Intensivierung, in der sich der Hurrikan bis 15:00 Uhr UTC bis in die Kategorie 4 verstärkte. Alettas Windgeschwindigkeiten verdoppelten sich binnen 24 Stunden von 110 km/h auf 220 km/h. Starke Windscherung und kühlere Wasseroberflächentemperaturen führten schon kurz darauf zu einer sehr schnellen Abschwächung. Spät am 11. Juni zerfiel Aletta über dem offenen Pazifik in ein Resttief.

### Hurrikan Bud
Am 4. Juni begann das National Hurricane Center mit der Beobachtung eines Tiefdruckgebiets, dessen tropische Entwicklung einige hundert Kilometer südlich des Golf von Tehuantepec erwartet wurde. Eine breit gedehnte Wetterstörung bildete sich im Zusammenhang mit dem Durchzug einer westwärts ziehenden tropischen Welle. Das System entwickelte sich in den Folgetagen nach und nach, und am 9. Juni entwickelte die Störung eine gut definierte bodennahe Zirkulation und wurde um 21:00 Uhr UTC als tropisches Tiefdruckgebiet klassifiziert. Sechs Stunden später intensivierte sich das System in einen tropischen Sturm und erhielt den Namen Bud. Ein subtropischer Rücken auf der Nordseite des Sturmes lenkte diesen über mehrere Tage hinweg in eine nordwestliche Richtung, während günstige Umgebungsbedingungen zu einer rapiden Intensivierung führen. Bud erreichte am 10. Juni um 21:00 Uhr UTC Hurrikanstärke, und diese Intensivierung dauerte an bis zum Höhepunkt des Hurrikans in der Kategorie 4 mit andauernden Windgeschwindigkeiten von 215 km/h gegen 06:00 Uhr UTC am 12. Juni. Die Auswirkungen von hochquellenden Kaltwasser lösten kurz nach dem Höhepunkt eine rasche Abschwächung ein, um Bud verlor den Hurrikanstatus am 13. Juni und 12:00 Uhr UTC. Nach dem Landfall bei Cabo San Lucas mit Windgeschwindigkeiten von 75 km/h, kurz nach 00:00 Uhr UTC am 15. Juni gelangte der Sturm in den Golf von Niederkalifornien, wo er schließlich am selben Tag um 21:00 Uhr UTC in ein Resttief degenerierte.

### Tropischer Sturm Carlotta
Am 12. Juni bildete sich südlich von Mexiko ein ausgedehntes Tiefdruckgebiet, das sich am 14. Juni um 21:00 Uhr UTC zum vierten tropischen Tiefdruckgebiet der Saison entwickelte und am 15. Juni um 18:00 Uhr UTC zum tropischen Sturm intensivierte. Zunächst ginge die Vorhersagen nur von einer geringen Intensivierung aus, bevor das System die Küste Mexikos erreichen würde; doch verharrte Carlotta direkt vor der Küste und intensivierte sich. Carlotta erreichte dabei andauernde Windgeschwindigkeiten von 100 km/h und bildete einen inneren Kern mit Auge. Die Interaktion zwischen Augenwand und Land leitete die Abschwächung ein, und Carlotta verlor am 17. Juni um 18:00 Uhr UTC den Status eines tropischen Sturms. Gegen 03:00 Uhr UTC am 19. Juni zerfiel Carlotta in ein Resttief.

### Tropischer Sturm Daniel
Spät am 2. Juni begann das NHC mit der Beobachtung eines Oberflächentrogs und der damit verbundenen disorganisirten Konvektion einige hundert Kilometer südwestlich der Südspitze Niederkaliforniens. Die Umweltbedingungen waren grenzwertig günstig für eine Entwicklung des nordnordwestwärts ziehenden Systems. Die Konvektion begann früh am 23. Juni damit, Zeichen von Organisierung zu zeigen, und dieser Prozess führt schließlich am darauffolgenden Tag um 03:00 Uhr UTC zur Bildung eines tropischen Tiefdruckgebietes. Zwölf Stunden später wurde das Tiefdruckgebiet zum tropischen Sturm hochgestuft und der Name Daniel vergeben. Am 24. Juni um 18:00 Uhr UTC erreichte Daniel seine größte Stärke mit andauernden Windgeschwindigkeiten von 75 km/h. Am 25. Juni um 15:00 Uhr UTC zog Daniel über Gewässer, die kühler als 25 °C waren und begann sich abzuschwächen. Drei Stunden später wurde Daniel zu einem tropischen Tiefdruckgebiet zurückgestuft. Am 26. Juni um 15:00 Uhr UTC degenerierte Daniel in ein Resttief, das die Konvektion völlig verloren hatte und nur noch aus einem Wirbel bodennaher Wolken bestand.

### Tropischer Sturm Emilia
Am 23. Juni stellte das NHC fest, dass eine tropische Welle, die gerade Costa Rica überquerte, Potential für eine tropische Zyklogenese hatte, und die Bedingungen in der Umgebung waren auf dem weiteren Weg nach Westen günstig. Das System organisierte sich dann über warmen Wasser stetig fort und entwickelte sich am 27. Juni um 21:00 Uhr UTC zum Tropischen Tiefdruckgebiet, etwa 770 km südwestlich von Manzanillo, Mexiko gelegen. das System intensivierte sich bis 09:00 Uhr UTC am 28. Juni. Gegen 21:00 Uhr UTC am 29. Juni erreichte Emilia die Spitzenintensität mit Windgeschwindigkeiten von 95 km/h; war allerdings bereits starker Windscherung ausgesetzt. Die Windscherung forderte Emilia ihren Tribut ab und am nächsten Tag um 15:00 Uhr UTC hatte sich der Sturm zu einem tropischen Tiefdruckgebiet abgeschwächt. Schließlich zerfiel Emilia am 2. Juli um 0:00 Uhr UTC in ein Resttief ohne Konvektion, das nur noch aus einem kleinen Wolkenwirbel bestand.

### Hurrikan Fabio
Das NHC stellte am 24. Juni um 18:00 UTC das Potential einer tropischen Welle über Honduras und Nicaragua fest. Das System entwickelte sich über warmen Wasseroberflächen und wurde am 30. Juni um 21:00 Uhr UTC etwa 790 km südwestlich von Acapulco, Mexiko zum tropischen Tiefdruckgebiet Sieben-E erklärt. Das System verstärkte sich weiter um intensivierte sich um 09:00 Uhr UTC am 1. Juli zum tropischen Sturm. Bei Wasseroberflächentemperaturen von 30 °C und fast fehlender Windscherung, verstärkte sich Fabio gegen 15:00 Uhr UTC am 2. Juli zum Hurrikan. Die Meteorologen des NHC erwarteten zunächst eine weitere Intensivierung Fabios in einen schweren Hurrikan, was allerdings nicht geschah, weil Fabios Höhepunkt mit andauernden Windgeschwindigkeiten von 175 km/h knapp unter der Schwelle zur Kategorie 3 verblieb. Weil Fabio dann über kühleres Wasser zog, setzte eine rasche Abschwächung ein, und am 6. Juli um 15:00 Uhr UTC verlor das System weitab der Küste von Niederkalifornien seine tropischen Eigenschaften.

### Tropischer Sturm Gilma
Am 22. Juli entwickelte sich mehrere hundert Kilometer südsüdöstlich des Golfs von Tehuantepec ein Tiefdruckgebiet. Während der nächsten paar Tage entwickelte sich das System langsam, während es nordwestwärts zog. Die mit dem Tief verbundene Schauer- und Gewitteraktivität begann am 26. Juli, sich rasch zu organisieren und führte um 21:00 Uhr UTC am 26. Juli zur Klassifizierung als tropisches Tiefdruckgebiet. Am nächsten Tag um 09:00 Uhr UTC intensivierte sich das Tiefdruckgebiet zum Tropischen Sturm Gilma. Allerdings stellte nordwestliche Windscherung das Zirkulationszentrum schon bald frei, sodass Gilma sich am 28. Juli um 18:00 Uhr UTC in ein tropisches Tiefdruckgebiet abschwächte. Um 21:00 Uhr UTC am 29. Juli degenerierte das System in ein Resttief, das bereits zwölf Stunden ohne tiefe Konvektion gewesen war.

### Tropisches Tiefdruckgebiet Neun-E
Das NHC begann am 4. Juli mit der Überwachung eines disorganisierten Gebietes mit niedrigem Luftdruck. Das System entwickelte sich stückweise, als es westwärts zog, und am 26. Juli hatte es sich ausreichend organisiert, um als tropisches Tiefdruckgebiet klassifiziert zu werden. Allerdings konnte das Tief sich nicht weiter intensivieren, und das Zentrum war schon bald auf Satellitenaufnahmen kaum noch erkennbar. Nach weniger als einem Tag als tropische Zyklone öffnete sich das Tiefdruckgebiet am 27. Juli in einen Trog, der in die Innertropische Konvergenzzone eingebettet war.

### Hurrikan Hector
Am 28. Juli um 12:00 Uhr UTC bildete sich mehrere hundert Kilometer südsüdöstlich von Acapulco, Mexiko, ein Tiefdruckgebiet, das am 31. Juli um 21:00 Uhr UTC als tropisch klassifiziert wurde. Das Tiefdruckgebiet organisierte sich rasch und bildete ein gut definiertes Zentrum und Spiralbänder und hatte sich am 1. August um 03:00 Uhr UTC zum Tropischen Sturm Hector intensiviert. Hector verstärkte sich weiter und wurde am 2. August um 14:00 Uhr UTC zum Hurrikan erklärt und war bereits sechs Stunden später ein starker Kategorie-2-Hurrikan.
Das Auge bewölkte sich kurze Zeit später und war nur noch schlecht definiert, sodass Hectors Intensivierung kurzzeitig zum Stillstand kam, weil nordöstliche Winderscherung und trockene Luft das System beeinflussten. In der Folge schwächte sich der Hurrikan in die Kategorie 1 ab. Der Hurrikan intensivierte sich allerdings schon bald erneut in die Kategorie 2 und später in die Kategorie 3. Hector wurde so zum dritten schweren Hurrikan der Saison. Ein starkes Band Konvektion wickelte sich kurz darauf in den Central Dense Overcast (CDO) und bewirkte die Intensivierung in einen Kategorie-4-Hurrikan. Am nächsten Morgen schwächte ein schrumpfender CDO Hector erneut in die Kategorie 3 ab.

### Tropischer Sturm Ileana
Am 3. August gelangte eine tropische Welle in den östlichen Pazifischen Ozean, und das NHC begann mit der Beobachtung des Systems auf eine tropische Entwicklung hin. Obwohl das System anfänglich jeglicher Organisation entbehrte, entwickelte es sich in den nächsten beiden Tage rasch und entwickelte sich am 4. August südlich des Golfes von Tehuantepec in ein tropisches Tiefdruckgebiet. Die Organisierung setzte sich in der Nacht und am folgenden Tag fort, sodass es sich am 5. August um 21:00 Uhr UTC zum Tropischen Sturm Ileana verstärkt hatte. Nach dem Erreichen des Höhepunktes mit Windgeschwindigkeiten von 100 km/h), Ileana begann sich abzuschwächen, als der Sturm unter den Einfluss des Fujiwhara-Effekts im Zusammenspiel mit dem größeren Hurrikan John geriet. Die kleine Zirkulation Ileanas löste sich am 7. August auf, als der Sturm durch Hurrikan John absorbiert wurde. Infolge von Starkregen kamen in Guerrero drei Personen um, eine vierte ertrank bei Acapulco, als sie vom Brandungsrückstrom mitgerissen wurde.

### Hurrikan John
Am 29. Juli sagte das HNC die Entwicklung eines Tiefdruckgebietes mehrere hundert Kilometer vor der mexikanischen Grenze voraus. Ein ausgedehntes Tiefdruckgebiet bildete sich demnach am 2. August mehrere hundert Kilometer südlich des Golfs von Tehuantepec. Das System intensivierte sich nach und nach, während das Tief langsam westnordwestwärts zog, und am 5. August um 21:00 Uhr UTC hatte sich das Tief ausreichend organisiert, um als zwölftes tropisches Tiefdruckgebiet der Saison klassifiziert zu werden. Das Tiefdruckgebiet verstärkte sich rasch zum tropischen Sturm und erhielt sechs Stunden später den Namen John. Aufgrund der sehr günstigen Bedingungen in der Umgebung intensivierte sich John rapide, und am 6. August um 21:00 Uhr UTC wurde John zum fünften Hurrikan der Saison. Schon bald begann John mit dem sich weiter östlich befindlichen Tropischen Sturm Ileana zu interagieren, wegen des Fujiwhara-Effekts. Am 7. August absorbierte Hurrikan John den kleineren Sturm Ileana und intensivierte sich weiter.
Am 7. August um 15:00 Uhr UTC erreichte Hurrikan John mit 165 km/h seine Spitzenintensität. Allerdings begann John über kühleres Wasser zu ziehen und sich abzuschwächen. Der Wirbelsturm schwächte sich am 8. August um 15:00 Uhr UTC in die Kategorie 1 und am 9. August um 09:00 Uhr UTC zu einem tropischen Sturm, bevor er schließlich am 9. August um 15:00 Uhr UTC zu einem Resttief zerfiel.
Hurrikan John gelangte zwar nie über Land, erzeugte aber entlang der Küste Niederkaliforniens und Südkaliforniens hohe Wellen.

### Tropischer Sturm Kristy
Am 2. August bildete sich südlich von Mexiko eine mit einer tropischen Welle in Verbindung stehende Wetterstörung, welche das NHC zu beobachten begann. Das System bewegt sich für einige Tage ohne nennenswerte Entwicklung langsam westwärts, bevor das inzwischen gut definierte Tief am 7. August um 05:00 Uhr UTC innerhalb sich entwickelnder Konvektion eingebettet war und nahe seinem Zentrum eng zusammengezogene Bänder ausbildete. Demzufolge wurde es als Tropisches Tiefdruckgebiet Dreizehn-E klassifiziert. Das Tiefdruckgebiet entwickelte sich am selben Tag bis 09:00 Uhr UTC zu einem tropischen Sturm und erhielt den Namen Kristy. Kristy intensivierte sich in den nächsten Tagen weiter, und am 10. August um 03:00 Uhr UTC erreichte der Sturm mit einminütigen andauernden Windgeschwindigkeiten von 110 km/h), also knapp unter der Stufe zum Hurrikan, seinen Höhepunkt. Weil der Sturm allerdings über zunehmend kaltes Wasser zog, setzte eine stetige Abschwächung ein. Am 11. August um 15:00 Uhr UTC wurde Kristy zu einem posttropischen Resttief erklärt, weil aufgrund von kühlen Wasseroberflächentemperaturen und Windscherung Kristys Wolkenstruktur in einen offenen Wirbel von Wolken in niedriger und einiger Wolken in mittlerer und großer Höhe zerlegt hatten. Dennoch bildete das System gegen 00:00 Uhr UTC am 12. August erneut Schauer und Gewittertätigkeit, doch hinderte das kalte Wasser das System daran, noch einmal tropische Eigenschaften zu entwickeln.

### Hurrikan Lane
Ein gutes Stück südwestlich von Niederkalifornien bildet sich am 15. August gegen 03:00 UTC ein tropisches Tiefdruckgebiet aus einer vom NHC bereits seit mehreren Tagen beobachteten Wetterstörung. Westwärts ziehend trugen günstige Umgebungsbedingungen dazu bei, dass sich das System am nächsten Tag um 15:00 Uhr UTC zum Tropischen Sturm Lane intensivierte und wieder einen Tag später, am 17. August um 03:00 Uhr UTC zu einem Hurrikan, der ein sichtbares Auge ausbildete. Nach der Bildung eines inneren Kerns unterlief Lane eine Phase rapider Intensivierung, in der das System früh am 18. August seine vorläufige Spitzenintensität als Kategorie-4-Hurrikan erreichte.
Der Hurrikan erreichte dann den zentralen Pazifik, wo starke westliche Windscherung eine wesentliche Verschlechterung des Aussehens auf den Satellitenbildern bewirkte. Die Höhenwinde gaben dann nach, was es Lane ermöglichte, spät am 20. August erneut die Kategorie 4 zu erreichen. Obwohl die Vorhersagen von einer Abschwächung des Hurrikans ausgingen, verstärkte sich Lane weiter, und am 22. August um 04:30 Uhr UTC wurden von einem Aufklärungsflugzeug andauernde einminütige Windgeschwindigkeiten von 260 km/h gemessen. Deswegen und wegen eines auffälligen, von tiefer Konvektion umgebenen Auges wurde Lane in die Kategorie 5 aufgestuft. Die Windscherung nahm jedoch zu und Lane schwächte sich in die Kategorie 4 ab, während der Hurrikan durch einen stärker werdenden Hochdruckrücken in Richtung Hawaii gelenkt wurde. Eine rapide Abschwächung setzte dann ein, und Lane schwächte sich wegen 35–40 Knoten Windscherung, die der Konvektion im Zentrum Tribut abforderten, innerhalb von sechs Stunden von einem Kategorie-2-Hurrikan zu einem tropischen Sturm ab. Früh am 26. August drehte Lane wie erwartet nach Westen, da er die Passatwindzone erreicht hatte.
Am 26. August um 15:00 Uhr UTC schwächte sich Lane in ein tropisches Tiefdruckgebiet ab, da das bodennahe Zirkulationszentrum fast vollständig freigestellt war. Allerdings kam es zu Ausbrüchen von Konvektion, die teilweise das bodennahe Zirkulationszentrum abdeckten, sodass sich das Tiefdruckgebiet am 27. August um 15:00 Uhr UTC erneut in einen tropischen Sturm intensivierte. Diese Reintensivierung blieb allerdings kurzlebig, und 18 Stunden später schwächte sich Lane erneut zu einem tropischen Tiefdruckgebiet ab, da das bodennahe Zirkulationszentrum wegen Windscherung erneut frei von Konvektion war. Schließlich zerfiel Lane am 29. August um 3:00 Uhr UTC in ein Resttief. Die Zirkulation walzte sich aus, und die Wolkenspitzen erwärmten sich und waren fern vom Zentrum.

### Hurrikan Miriam
Am 22. August um 21:00 Uhr UTC sagten die Meteorologen des NHC die Entstehung eines Tiefdruckgebietes mehrere hundert Kilometer südwestlich von Baja California Sur voraus. Am 24. August bildete sich an der vorausgesagten Stelle ein Tiefdrucktrog. Nach und nach entwickelte sich das System, und am 26. August um 9:00 Uhr UTC bildete sich ein tropisches Tiefdruckgebiet. Sechs Stunden später intensivierte sich das System in einen tropischen Sturm und erhielt den Namen Miriam. Der Sturm intensivierte sich stetig und wurde am 29. August um 21:00 Uhr UTC zum Hurrikan erklärt. Am 30. August um 0:00 Uhr UTC erreichte Miriam den zentralen Pazifik. Um 12:00 Uhr UTC am 31. August intensivierte sich Miriam in einen Kategorie-2-Hurrikan und erreichte seine größte Intensität. Schon kurz darauf begann Windscherung Miriam Tribut abzufordern, und der Hurrikan schwächte sich am 31. August in die Kategorie 1 ab. Spät am 2. September zerfiel Miriam aufgrund der starken Windscherung in ein Resttief.

### Hurrikan Norman
Der Ursprung von Hurricane Norman am 25. August lag in einem ausgedehnten Tiefdruckgebiet mehrere Hundert Kilometer südsüdwestlich von Acapulco. Das System zog in westnordwestlicher Richtung, bis es sich, etwa 675 km südsüdwestlich der Südspitze Niederkaliforniens, am 28. August um 15:00 Uhr UTC zu einem tropischen Tiefdruckgebiet formierte. Die Rossbreiten steuerten das System über mehrere Tage hinweg nach Westen. Früh am 29. August intensivierte sich das Tiefdruckgebiet in einen tropischen Sturm und erhielt den Namen Norman. Günstige Umgebungsbedingungen ermöglichten eine rasche Intensivierung, und das System erreichte früh am 30. August Hurrikanstärke. Der Tag über hielt eine rapide Intensivierung an, und Norman erreichte gegen 15:00 Uhr UTC mit andauernden Windgeschwindigkeiten von 240 km/h und einem zentralen Luftdruck von 937 hPa den Höhepunkt. Innerhalb von 24 Stunden erhöhten sich die Windgeschwindigkeiten des Hurrikans um 130 km/h, wobei es sich um die größte Geschwindigkeitserhöhung innerhalb eines Tages handelte seit Hurrikan Patricia im Jahr 2015.
Das Zusammenwirken einer zyklischen Eyewallerneuerung und zunehmender Windscherung bewirkte ab dem 31. August eine Abschwächung des Hurrikans. Um 03:00 Uhr UTC drehte Norman auf eine westsüdwestliche Richtung. Norman schwächte sich für einige Zeit in die Kategorie 2 ab, bevor sich der Hurrikan am 2. September unerwartet noch einmal rapide intensivierte in die Kategorie 4. Der Hurrikan erreichte einen sekundären Höhepunkt mit andauernden Windgeschwindigkeiten von 215 km/h und einem zentralen Luftdruck von 948 hPa. Zunächst resilient erscheinend gegen hinderliche Bedingungen, musste Norman schließlich der zunehmenden Windscherung und den niedrigen Wasseroberflächentemperaturen am 3. September nachgeben. Die Wolkenoberdecke erwärmte sich, und das Auge füllte sich. Zum selben Zeitpunkt drehte Norman auf eine westlichere Zugrichtung ein.
Am 4. September überquerte Norman den 140. westlichen Längengrad und die Verantwortung ging an das Central Pacific Hurricane Center (CPHC) über. Am nächsten Tag erfolgte eine weitere unerwartete Phase der Intensivierung, und der Hurrikan erlangte erneut den Status eines schweren Hurrikans. Allerdings nahm die Windscherung dann erneut zu, und am 6. September schwächte sich Norman zu einem Kategorie-1-Hurrikan ab. Am 7. September schwächte sich Norman zu einem tropischen Sturm ab und begann, seine tropischen Eigenschaften zu verlieren. Das CPHC gab am 8. September um 21:00 Uhr UTC seine letzte Warnung zu dem im Übergang zu einem außertropischen System befindlichen Sturm aus; dieser Übergang war am Folgetag abgeschlossen.

### Hurrikan Olivia
Hurrikan Olivia hat seinen Ursprung in einem weiten Tiefdruckgebiet, das sich am 30. August mehreren hundert Kilometer südwestlich von Mexiko gebildet hatte. Das National Hurricane Center (NHC) beobachtete die Störung, die während der beiden folgenden Tage in westnordwestlicher Richtung zog. Am 1. September um 03:00 Uhr UTC stellte das NHC fest, dass sich etwa 645 km südwestlich der mexikanischen Küste ein tropisches Tiefdruckgebiet gebildet hat. Aufgrund ungünstiger Bedingungen für die Zyklogenese organisierte sich das Tiefdruckgebiet nur langsam, bevor es sich am 2. September um 09:00 Uhr UTC zum tropischen Sturm Olivia verstärkt hatte. Zu diesem Zeitpunkt behinderte nordnordöstliche Windscherung eine signifikante Entwicklung des Systems. Die nächsten anderthalb Tage änderte sich Olivias Stärke nur wenig, bevor am 3. September eine rapide Intensivierung einsetzte. Am 4. September um 03:00 Uhr UTC wurde Olivia zu einem Kategorie-Hurrikan erklärt. Olivia intensivierte sich weiterhin rapide und wurde zwölf Stunden später zum Kategorie-2-Hurrikan. Um 21:00 Uhr UTC wurde Olivia zum sechsten schweren Hurrikan der Saison. Sechs Stunden später erreichte Olivia den anfänglichen Höhepunkt mit andauernden einminütigen Windgeschwindigkeiten von 205 km/h und einem minimalen Zentralluftdruck von 955 mbar (hPa). Olivia begann am 5. September um 09:00 Uhr UTC aufgrund zunehmender Windscherung und abnehmenden Wasseroberflächentemperaturen mit der Abschwächung. Im Laufe des Tages verlor Olivia deutlich an Kraft und um 15:00 Uhr UTC den Status eines schweren Hurrikans. Doch unerwartet reintensivierte sich Olivia erneut und erreichte am 6. September einen neuen Höhepunkt in der Kategorie 4 mit andauernden Windgeschwindigkeiten von 215 km/h und einem minimalen zentralen Luftdruck von 948 mbar.
Olivia gelangte am 8. September in den zentralen Pazifischen Ozean mit andauernden Windgeschwindigkeiten von 140 km/h). Als sich Olivia den Hawaiiinseln annäherte, schwächte sich der Hurrikan ab, dennoch wurden tropische Sturmwarnungen ausgegeben für Oahu, Maui, Molokai, Lanai, Kahoolawe und Big Island. Am 12. September um 21:00 Uhr UTC traf Olivia als tropischer Sturm auf den Nordwesten von Maui und Lanai. Olivia schwächte sich infolge von Windscherung am 13. September zu einem tropischen Tiefdruckgebiet ab. Olivia zerfiel am 14. September um 00:00 Uhr UTC in ein Resttief und löste sich am 19. September auf, nachdem es die Internationale Datumsgrenze überquert hatte.

### Tropischer Sturm Paul
Einige hundert Kilometer vor der südwestlichen Küste Mexikos bildete sich am 4. September eine große Zone wenig organisierter Gewitter und Bewölkung. Die Störung entwickelte sich langsam und zog indessen nach Westnordwesten und am 8. September um 15:00 Uhr UTC hatte das System ausreichende organisierte Konvektion aufgebaut, um als tropisches Tiefdruckgebiet klassifiziert zu werden. Obwohl die Vorhersagen zunächst davon ausgingen, dass sich das System in einen Hurrikan entwickeln würde, blieb es eine von Windscherung beeinträchtigte Zyklone, deren Zirkulation auf der Ostseite vom Zentrum freigestellt war. Am 9. September um 09:00 Uhr UTC hatte sich das Tiefdruckgebiet dennoch zum tropischen Sturm verstärkt und erhielt den Namen Paul. Obwohl Paul sich in einer einigermaßen für eine Entwicklung günstigen Umgebung befand, konnte sich Paul nicht signifikant verstärken und blieb ein schlecht organisiertes System, das sich schließlich früh am 11. September zu einem tropischen Tiefdruckgebiet abschwächte. Nachdem dem System für mehr als 12 Stunden jegliche tiefe Konvektion fehlte, wurde Paul am 12. September um 00:00 Uhr UTC zum Resttief erklärt, womit eine Strecke beendet wurde, in der seit dem 14. August ständig mindestens ein tropisches System im nordöstlichen Pazifik aktiv gewesen war.

### Tropisches Tiefdruckgebiet Neunzehn-E
Am 14. September um 12:00 Uhr UTC hatte sich im Golf von Kalifornien eine Wetterstörung gebildet. Das System entwickelte sich zwar etwas, doch das System begann sich der Küste Niederkaliforniens anzunähern, weswegen man annahm, dass es wegen der Einwirkungen des Landes zu keiner tropischen Entwicklung käme. Trotz des Einflusses durch das Festland organisierte sich das System weiter, und am 19. September um 15:00 Uhr UTC hatte sich in einem Inversionstrog im Golf von Kalifornien das tropische Tiefdruckgebiet Neunzehn-E gebildet.
Das System lud große Mengen Niederschlag über Baja California Sur und den nordwestlichen Bundesstaaten Mexikos ab, obwohl es noch über dem Meer war. Das Tiefdruckgebiet erwies sich als kurzlebig, da es sich schon Kurz nach dem Landfall am 20. September im Nordwesten Mexikos auflöste.
Die Bundesstaaten Sinaloa und Sonora waren von starken Überschwemmungen betroffen. Die Schäden in Sinaloa erreichten nach anfänglichen Schätzungen die Summe 800 Millionen Pesos; rund 112.000 Tonnen landwirtschaftliche Erzeugnisse gingen verloren, 500.000 Stück Geflügel und 15.000 Stück Nutzvieh, Ziegen sowie Schweine kamen um.

### Hurrikan Rosa
Am 23. September um 00:00 Uhr UTC bildete sich einige Hundert Kilometer südlich von Manzanillo ein ausgedehntes Gebiet gestörten Wetters. Nach einer geringfügigen Entwicklung organisierte sich das System am 25. September um 09:00 Uhr UTC in ein tropisches Tiefdruckgebiet. Am selben Tag um 15:00 Uhr UTC verstärkte sich das Tiefdruckgebiet in einen tropischen Sturm und erhielt den Namen Rosa. Rosa verstärkte sich weiter und wurde am 26. September um 03:00 Uhr UTC zu einem Hurrikan. Am 27. September um 21:00 Uhr UTC wurde Hurrikan Rosa nach einer rapiden Intensivierung zum siebten Kategorie-Hurrikan der Saison. Spät am 28. September begann Rosa sich infolge einer zyklischen Eyewallerneuerung abzuschwächen und verlor rasch an Struktur, sodass der Hurrikan in die Kategorie 3 zurückgestuft wurde. Früh am 29. September hatte sich Rosa weiter abgeschwächt zu einem tropischen Sturm. Am Nachmittag begann Rosa, sich erneut in einen Hurrikan zu intensivieren. Doch führten hohe Windscherung und niedrigere Wasseroberflächentemperaturen spät am 29. September dazu, dass sich Rosa erneut abzuschwächen begann. Am 30. September hatte sich Rosa während der Annäherung an Niederkalifornien erneut zu einem tropischen Sturm abgeschwächt. Während der Sturm die Halbinsel überquerte, schwächte er sich am 2. Oktober rasch ab in ein Resttief, das sich am nächsten Tag auflöste.

### Tropischer Sturm Sergio
Spät am 25. September sagte das NHC die Bildung eines Tiefdruckgebietes im Bereich des Golfes von Tehuantepec südlich von Mexiko binnen von wenigen Tagen voraus. Früh am 26. September bildete sich das erwartete Tiefdruckgebiet mit zunächst geringer Chance auf eine tropische Entwicklung. Im Verlauf der weiteren paar Tage organisierte sich die Störung bei ihrer langsamen Wanderung nach Westen etwas, und am 29. September entstand daraus südsüdwestlich von Acapulco der Tropische Sturm Sergio. Auf seinem Weg nach Westen intensivierte sich Sergion rasch und erreichte die Kategorie 1 der Saffir-Simpson-Hurrikan-Skala früh am 1. Oktober. Am 2. Oktober intensivierte sich Sergio in die Kategorie 2, bevor er sich einige Stunden später an dem Tag zu einem schweren Hurrikan der Kategorie 3 verstärkte. Der Sturm drehte auf eine zunächst nordwestlichere Bahn ein, und spät am 3. Oktober intensivierte sich Sergio in einen Kategorie-4-Hurrikan, dem rekordbrechenden achten Hurrikan dieser Kategorie oder stärker während einer Saison im östlichen Pazifischen Ozeans. Früh am 4. Oktober erreichte Sergio mit maximalen andauernden einminütigen Windgeschwindigkeiten von 220 km/h und einem minimalen zentralen Luftdruck von 943 hPa seinen Höhepunkt. Danach setzte Sergios Abschwächung ein; um 03:00 Uhr UTC am 5. Oktober war Sergio nur noch ein Kategorie-3-Hurrikan. Früh am 6. Oktober, Sergio hatte inzwischen etwas an Kraft wiedergewonnen, war aber immer noch in der Kategorie 3 eingestuft, zog der Hurrikan wieder mehr nach Westen und zwischenzeitlich nach Südsüdwesten, wobei er die Intensität beibehielt, bevor er sich früh am 7. Oktober rasch weiter abschwächte, zunächst in die Kategorie 2. Über kühlerem Wasser schwächte sich Sergio weiter ab. Zwischenzeitlich ohne nennenswerte Vorwärtsgeschwindigkeit in der Kategorie 1 verharrend, wobei der Sturm seine Zugrichtung von West über Nord nach Nordosten änderte, verlor Sergio seinen Hurrikanstatus spät am 9. Oktober, und stieß schließlich am 12. Oktober auf Niederkalifornien. Über Land schwächte sich Sergio ab und gelangte über den Golf von Kalifornien ab, ohne sich nennenswert zu reintensivieren. Nach dem zweiten Landfall über der Hauptlandmasse Mexikos löste sich das System auf.

### Hurrikan Walaka
Am 29. September entwickelte sich eine tropische Störung südwestlich von Hawaii zu einem tropischen Sturm, der den Namen Walaka erhielt. Walaka ist der erste benannte Sturm, der sich seit Hurrikan Ulika 2016 im zentralen Pazifik gebildet hat. Am 30. September organisierte sich Walaka in einen Hurrikan und begann, sich rapide zu intensivieren.
Infolge des zeitweise zur Kategorie 5 erstarkten Wirbelsturms wurde beispielsweise das Eiland East Island weitgehendst abgetragen, mit einer Fläche von gut 4 ha die nun ehemals zweitgrößte Insel im Archipel der French Frigate Shoals am äußersten westlichen Ende Hawaiis.

### Tropischer Sturm Tara
Früh am 11. Oktober begann das NHC mit der Beobachtung einer ausgedehnten Wetterstörung, die sich unweit des Golfs von Tehuantepec gebildet hatte, auf eine mögliche tropische Entwicklung. Die Störung zog sich nach und nach zusammen und wurde besser definiert, während sie in westnordwestlicher Richtung entlang der Küste Mexikos zog. Um 15:00 Uhr UTC am 14. Oktober hatte das Tief ausreichend Konvektion organisiert, um als tropisches Tiefdruckgebiet klassifiziert zu werden. Am 15. Oktober um 09:00 Uhr UTC intensivierte sich das System zu tropischen Sturm und erhielt den Namen Tara. Wegen der günstigen Bedingungen gewann der nur kleine Wirbelsturm an Kraft und erreichte seine größte Intensität mit andauernden Windgeschwindigkeiten von 100 km/h. Ein Ausbruch von mäßiger bis starker Windscherung führte allerdings dazu, dass die Zirkulation des Sturmes in Bodennähe und in mittlerer Höhe sich von diesem löste, als Tara langsam nordwestwärts zog und bei der Annäherung an die mexikanische Küste rasch abschwächte. Am 16. Oktober um 21:00 Uhr UTC schwächte sich Tara nördlich von Manzanillo zu einem tropischen Tiefdruckgebiet ab, bevor das System in einen langen Trog ohne wahrnehmbare Zirkulation degenerierte.

### Tropischer Sturm Vicente
Am 17. Oktober bildete sich südlich von Guatemala ein längliches Tiefdruckgebiet. Obwohl dem System eine hohe Wahrscheinlichkeit auf eine tropische Entwicklung zugemessen wurde, blieb es bei seiner westwärts gerichteten Wanderung zunächst disorganisiert. Früh am 19. Oktober bildete sich innerhalb der breiten Zone gestörten Wetters südlich von Guatemala ein neues Tiefdruckgebiet, östlich des früheren Tiefdruckgebiets. Das neue System organisierte sich rasch und wurde deswegen rund zwölf Stunden später als Tropisches Tiefdruckgebiet Dreiundzwanzig-E klassifiziert. Bereits sechs Stunden später verstärkte sich Dreiundzwanzig-E in einen tropischen Sturm und erhielt den Namen Vicente; rasch bildete sich ein Auge, das allerdings nicht lange hielt. Danach führte nordöstliche Windscherung dazu, dass sich das relativ kleine System abzuschwächen begann. Am nächsten Tag kam es zu einer leichten Wiederverstärkung; dieses war aber nur ein kurzlebiges Aufflackern, und zum Zeitpunkt der nächsten Warnung schwächte sich der Sturm ab. Am 23. Oktober um 15:00 Uhr UTC degenerierte Vicente in ein post-tropisches Resttief, das in Michoacán auf die Küste traf und sich kurz darauf auflöste.
In Mexiko kamen infolge von durch Vicente ausgelösten Starkregens und Erdrutschen insgesamt 16 Personen ums Leben.

### Hurrikan Willa
Willa hatte sich etwas überraschend im Pazifik vor der Westküste Mexikos innerhalb von nur zwei Tagen von einem tropischen Sturm zu einem Hurrikan der Kategorie 5 entwickelt.
Der bereits wieder auf „4“ heruntergestufte Hurrikan erreichte am 23. Oktober die Marias-Inseln, zog über diese hinweg und wurde hinsichtlich der Windstärke weiter deutlich abgeschwächt nördlich von San Blas etwa bei Mazatlán an der Küste Mexikos erwartet. Für einen breiten Küstenstreifen um El Rosario und Escuinapa de Hidalgo, im Bundesstaat Sinaloa sowie im Bergland der Sierra Madre wurden heftige Regenfälle vorhergesagt; Willa zog dort am Abend des 23. Ortszeit als Kategorie-3-Hurrikan mit einer Zuggeschwindigkeit von 17 km landeinwärts.

### Tropischer Sturm Xavier
Xaviers Ursprung liegt in einem Tiefdrucktrog, den das NHC ab dem 25. Oktober verfolgte. Das NHC verfolgte die Störung über die folgenden Tage, wobei es sich langsam organisierte und von einer westlichen Zugrichtung nach Nordwesten drehte. Am 30. Oktober zeigte sich die Störung weniger organisiert. Das NHC verfolgte das System auch weiterhin. In den folgenden Tagen reorganisierte es sich und drehte nach Nordosten. Am 2. November um 21:00 Uhr UTC organisierte sich das System einige hundert Kilometer südwestlich von Manzanillo, Mexiko, in ein tropisches Tiefdruckgebiet. Dieses verstärkte sich während der folgenden sechs Stunden zum Tropisches Sturm Xavier.
Während seiner Existenz hatte es Xavier durchweg mit hoher Windscherung zu kämpfen, die das System an einer wesentlichen Verstärkung hinderte. Windscherung stellte das System spät am 5. November von der Konvektion völlig frei, sodass Xavier früh am 6. November post-tropisch erklärt wurde.
Xavier blieb zwar vor der Küste, brachte dennoch Winde in Sturmstärke und Starkregen in den Westen Mexikos.

## Inoffizielles System
Am 29. August absorbierte ein außertropisches Tief westnordwestlich von Hawaii die Reste von Hurrikan Lane. Das System zog durch ein Gebiet mit Wasseroberflächentemperaturen, die 2 °C über dem Normalwert lagen, sodass sich der Sturm am 31. August in einen subtropischen Sturm umformte. Das System wurde am 1. September wurde als tropische Störung klassifiziert und erhielt vom United States Naval Research Laboratory (NRL) die Bezeichnung 96C. Am 2. September erreichte das System seine Spitzenintensität und begann ein Auge zu zeigen. Danach begann das System sich nach und nach abzuschwächen, weil es nordwärts in kältere Gewässer gelangte. Am 3. September schwächte es sich in eine tropische Störung ab und verlor seine Konvektion. Am 4. September wurde das System von einem größeren außertropischen System in der Beringsee absorbiert.

## Sturmnamen
Tropische Wirbelstürme und Hurrikane, die sich 2018 im östlichen Pazifischen Ozean bildeten, wurden anhand der nachfolgenden Namensliste benannt. Diese Namen werden auch während der Pazifischen Hurrikansaison 2024 verwendet, wenn die World Meteorological Organization im Frühjahr 2019 keine Streichungen von der Liste der Namen tropischer Wirbelstürme vornimmt. Diese Liste ist dieselbe Liste, die 2012 verwendet wurde.
Aletta, Bud, Carlotta, Daniel, Emilia, Fabio, Gilma, Hector, Ileana, John, Kristy, Lane, Miriam, Norman, Olivia, Paul, Rosa, Sergio, Tara, Vicente, Willa, Xavier
Tropische Wirbelstürme und Hurrikane, die sich 2018 im zentralen Pazifischen Ozean bilden, erhalten Namen von einer gesonderten Namensliste. Diese werden allfällig vom Central Pacific Hurricane Center vergeben.

## Belege
1. ↑  Background Information: East Pacific Hurricane Season. In: Climate Prediction Center. National Oceanic and Atmospheric Administration, 22. Mai 2014, abgerufen am 29. Mai 2014 (englisch).
2. 1 2  Forecasters predict a near- or above-normal 2018 hurricane season. In: National Oceanic and Atmospheric Administration. 24. Mai 2018, abgerufen am 11. Juni 2018 (englisch).
3. 1 2  smn.cna.gob.mx (Memento vom 12. Juni 2018 im Internet Archive)
4. ↑  Forecaster AL: Tropical Weather Discussion valid 1416 UTC Sun May 6 2018. National Hurricane Center, 6. Mai 2018, abgerufen am 6. Juni 2018 (englisch).
5. ↑  Lixion A. Avila: Special Graphical Tropical Weather Outlook. National Hurricane Center, 7. Mai 2018, abgerufen am 10. Mai 2018 (englisch).
6. ↑  Stacy R. Stewart: Special Graphical Tropical Weather Outlook. National Hurricane Center, 9. Mai 2018, abgerufen am 5. Juni 2018 (englisch).
7. ↑  John L. Beven II: Special Graphical Tropical Weather Outlook. National Hurricane Center, 9. Mai 2018, abgerufen am 5. Juni 2018 (englisch).
8. ↑  Lixion A. Avila: Tropical Depression One-E Discussion Number 1. National Hurricane Center, 10. Mai 2018, abgerufen am 5. Juni 2018 (englisch).
9. ↑  John L. Beven II: Post-Tropical Cyclone One-E Discussion Number 6. National Hurricane Center, 12. Mai 2018, abgerufen am 5. Juni 2018 (englisch).
10. ↑  Eric S. Blake: Graphical Tropical Weather Outlook. National Hurricane Center, 31. Mai 2018, abgerufen am 5. Juni 2018 (englisch).
11. ↑  Eric S. Blake: Graphical Tropical Weather Outlook. National Hurricane Center, 2. Juni 2018, abgerufen am 5. Juni 2018 (englisch).
12. ↑  Robbie J. Berg: Tropical Depression Two-E Discussion Number 1. National Hurricane Center, 5. Juni 2018, abgerufen am 5. Juni 2018 (englisch).
13. ↑  Lixon A. Avila: Tropical Depression Two-E Discussion Number 2. National Hurricane Center, 5. Juni 2018, abgerufen am 5. Juni 2018 (englisch).
14. ↑  Robbie J. Berg: Tropical Storm Aletta Discussion Number 5. National Hurricane Center, 6. Juni 2018, abgerufen am 8. Juni 2018 (englisch).
15. ↑  Lixion A. Avila: Tropical Storm Aletta Discussion Number 6. National Hurricane Center, 6. Juni 2018, abgerufen am 8. Juni 2018 (englisch).
16. ↑  Richard J. Pasch: Hurricane Aletta Discussion Number 8. National Hurricane Center, 6. Juni 2018, abgerufen am 8. Juni 2018 (englisch).
17. ↑  David P. Zelinsky: Hurricane Aletta Discussion Number 12. National Hurricane Center, 8. Juni 2018, abgerufen am 8. Juni 2018 (englisch).
18. ↑  Robbie J. Berg: Tropical Storm Aletta Discussion Number 18. National Hurricane Center, 9. Juni 2018, abgerufen am 17. Juni 2018 (englisch).
19. ↑  David P. Zelinsky: Hurricane Aletta Advisory Number 25. National Hurricane Center, 11. Juni 2018, abgerufen am 17. Juni 2018 (englisch).
20. ↑  John P. Cangialosi: Graphical Tropical Weather Outlook. National Hurricane Center, 4. Juni 2018, abgerufen am 10. Juni 2018 (englisch).
21. ↑  Robbie Berg: Graphical Tropical Weather Outlook. National Hurricane Center, 5. Juni 2018, abgerufen am 10. Juni 2018 (englisch).
22. ↑  David Zelinsky: Tropical Depression Three-E Advisory Number 1. National Hurricane Center, 9. Juni 2018, abgerufen am 10. Juni 2018 (englisch).
23. ↑  Lixion Avila: Tropical Storm Bud Advisory Number 2. National Hurricane Center, 10. Juni 2018, abgerufen am 10. Juni 2018 (englisch).
24. ↑  Richard J. Pasch: Tropical Storm Bud Discussion Number 3. National Hurricane Center, 10. Juni 2018, abgerufen am 21. Oktober 2018 (englisch).
25. ↑  Lixion A. Avila: Hurricane Bud Discussion Number 5. National Hurricane Center, 10. Juni 2018, abgerufen am 21. Juni 2018 (englisch).
26. ↑  Richard J. Pasch: Hurricane Bud Discussion Number 11. National Hurricane Center, 12. Juni 2018, abgerufen am 21. Juni 2018 (englisch).
27. ↑  Stacy R. Stewart: Tropical Storm Bud Intermediate Advisory Number 15A. National Hurricane Center, 13. Juni 2018, abgerufen am 21. Juni 2018 (englisch).
28. ↑  John P. Cangialosi: Tropical Storm Bud Intermediate Advisory Number 21A. National Hurricane Center, 14. Juni 2018, abgerufen am 21. Juni 2018 (englisch).
29. ↑  Michael J. Brennan: Post-Tropical Cyclone Bud Discussion Number 25. National Hurricane Center, 13. Juni 2018, abgerufen am 21. Juni 2018 (englisch).
30. ↑  Eric S. Blake: Graphical Tropical Weather Outlook. National Hurricane Center, 12. Juni 2018, abgerufen am 20. Juni 2018 (englisch).
31. ↑  Eric S. Blake: Tropical Depression Four-E Discussion Number 1. National Hurricane Center, 14. Juni 2018, abgerufen am 20. Juni 2018 (englisch).
32. ↑  Eric S. Blake: Tropical Storm Carlotta Intermediate Advisory Number 4A. National Hurricane Center, 15. Juni 2018, abgerufen am 20. Juni 2018 (englisch).
33. ↑  Eric S. Blake: Tropical Storm Carlotta Discussion Number 5. National Hurricane Center, 15. Juni 2018, abgerufen am 20. Juni 2018 (englisch).
34. ↑  John P. Cangialosi: Tropical Storm Carlotta Discussion Number 10. National Hurricane Center, 16. Juni 2018, abgerufen am 20. Juni 2018 (englisch).
35. ↑  Richard J. Pasch: Tropical Depression Carlotta Intermediate Advisory Number 12A. National Hurricane Center, 17. Juni 2018, abgerufen am 20. Juni 2018 (englisch).
36. ↑  Stacy R. Stewart: Post-Tropical Cyclone Carlotta Discussion Number 18. National Hurricane Center, 18. Juni 2018, abgerufen am 20. Juni 2018 (englisch).
37. ↑  David A. Zelinsky: Graphical Tropical Weather Outlook. National Hurricane Center, 21. Juni 2018, abgerufen am 10. Juli 2018 (englisch).
38. ↑  Robbie J. Berg: Graphical Tropical Weather Outlook. National Hurricane Center, 23. Juni 2018, abgerufen am 10. Juli 2018 (englisch).
39. ↑  David A. Zelinsky: Tropical Depression Five-E Discussion Number 1. National Hurricane Center, 24. Juni 2018, abgerufen am 10. Juli 2018 (englisch).
40. ↑  John L. Beven: Tropical Storm Daniel Discussion Number 3. National Hurricane Center, 24. Juni 2018, abgerufen am 10. Juli 2018 (englisch).
41. ↑  John L. Beven: Tropical Storm Daniel Discussion Number 4. National Hurricane Center, 24. Juni 2018, abgerufen am 10. Juli 2018 (englisch).
42. ↑  John L. Beven: Tropical Storm Daniel Discussion Number 7. National Hurricane Center, 25. Juni 2018, abgerufen am 10. Juli 2018 (englisch).
43. ↑  John L. Beven: Tropical Depression Daniel Discussion Number 8. National Hurricane Center, 25. Juni 2018, abgerufen am 10. Juli 2018 (englisch).
44. ↑  John L. Beven: Tropical Storm Daniel Discussion Number 11. National Hurricane Center, 26. Juni 2018, abgerufen am 10. Juli 2018 (englisch).
45. ↑  Robbie J. Berg: NHC Graphical Tropical Outlook. National Hurricane Center, 27. Juni 2018, abgerufen am 10. Juli 2018 (englisch).
46. ↑  Eric Blake: Tropical Depression Six-E Discussion Number 1. National Hurricane Center, 27. Juni 2018, abgerufen am 10. Juli 2018 (englisch).
47. ↑  Stacy R. Stewart: Tropical Storm Emilia Advisory Number 3. National Hurricane center, 28. Juni 2018, abgerufen am 10. Juli 2018 (englisch).
48. ↑  Daniel Brown: Tropical Storm Emilia Discussion Number 9. National Hurricane center, 29. Juni 2018, abgerufen am 10. Juli 2018 (englisch).
49. ↑  Lixion A. Avila: Tropical Depression Emilia Discussion Number 12. National Hurricane center, 30. Juni 2018, abgerufen am 10. Juli 2018 (englisch).
50. ↑  John Cangialosi: Post-Tropical Cyclone EMILIA Discussion Number 18. National Hurricane center, 2. Juli 2018, abgerufen am 10. Juli 2018 (englisch).
51. ↑  John L. Beven: NHC Graphical Outlook Archive. National Hurricane Center, 24. Juni 2018, abgerufen am 6. August 2018 (englisch).
52. ↑  David P. Zelinsky: Tropical Depression Seven-E Discussion Number 1. National Hurricane Center, 24. Juni 2018, abgerufen am 6. August 2018 (englisch).
53. ↑  John L. Beven: Tropical Storm Fabio Discussion Number 3. National Hurricane Center, 1. Juli 2018, abgerufen am 6. August 2018 (englisch).
54. ↑  Daniel Brown: Hurricane Fabio Discussion Number 8. National Hurricane Center, 2. Juli 2018, ehemals im Original (nicht mehr online verfügbar); abgerufen am 6. August 2018 (englisch). (Seite nicht mehr abrufbar. Suche in Webarchiven)
55. ↑  John P. Cangialosi: Hurricane Fabio Discussion Number 14. National Hurricane Center, 4. Juli 2018, abgerufen am 6. August 2018 (englisch).
56. ↑  Lixion Avila: Post-Tropical Cyclone Fabio Discussion Number 24. National Hurricane Center, 6. Juli 2018, abgerufen am 6. August 2018 (englisch).
57. ↑  Lixion Avila: Tropical Depression Eight-E Advisory Number 1. National Hurricane Center, 26. Juli 2018, abgerufen am 7. August 2018 (englisch).
58. ↑  Jack Beven: Tropical Storm Gilma Advisory Number 3. National Hurricane Center, 27. Juli 2018, abgerufen am 7. August 2018 (englisch).
59. ↑  John P. Cangialosi, Lixion Avila: Tropical Depression Gilma Advisory Number 5. National Hurricane Center, 27. Juli 2018, abgerufen am 7. August 2018 (englisch).
60. ↑  John P. Cangialosi: Post-Tropical Cyclone Gilma Discussion Number 13. National Hurricane Center, 29. Juli 2018, abgerufen am 7. August 2018 (englisch).
61. ↑  David P. Zelinsky: NHC Graphical Outlook Archive. National Hurricane Center, 24. Juli 2018, abgerufen am 10. August 2018 (englisch).
62. ↑  John P. Cangialosi: Tropical Depression Nine-E Advisory Number 1. National Hurricane Center, 26. Juli 2018, abgerufen am 10. August 2018 (englisch).
63. ↑  David P. Zelinsky: Tropical Depression Nine-E Discussion Number 2. National Hurricane Center, 27. Juli 2018, abgerufen am 10. August 2018 (englisch).
64. ↑  John P. Cangialosi: Remnants Of Nine-E Discussion Number 4. National Hurricane Center, 27. Juli 2018, abgerufen am 10. August 2018 (englisch).
65. ↑  John P. Cangialosi: NHC Graphical Outlook Archive. National Hurricane Center, 26. Juli 2018, abgerufen am 20. August 2018 (englisch).
66. ↑  Stacy R. Stewart: Tropical Depression Ten-E Advisory Number 1. National Hurricane Center, 31. Juli 2018, abgerufen am 20. August 2018 (englisch).
67. ↑  Daniel P. Brown: Tropical Storm Hector Advisory Number 2. National Hurricane Center, 31. Juli 2018, abgerufen am 20. August 2018 (englisch).
68. ↑  Robbie Berg, Michael J. Brennan: Hurricane Hector Tropical Cyclone Update. National Hurricane Center, 2. August 2018, abgerufen am 20. August 2018 (englisch).
69. ↑  Eric S. Blake: Hurricane Hector Advisory Number 9. National Hurricane Center, 3. August 2018, abgerufen am 20. August 2018 (englisch).
70. ↑  Jack Beven: Hurricane Hector Discussion Number 10. National Hurricane Center, 3. August 2018, abgerufen am 20. August 2018 (englisch).
71. ↑  John L. Beven: Hurricane Hector Discussion Number 18. National Hurricane Center, 4. August 2018, abgerufen am 20. August 2018 (englisch).
72. ↑  Stacy R. Stewart: Hurricane Hector Discussion Number 19. National Hurricane Center, 5. August 2018, abgerufen am 20. August 2018 (englisch).
73. ↑  Daniel P. Brown: NHC Graphical Outlook Archive. National Hurricane Center, 18. Juli 2018, abgerufen am 10. September 2018 (englisch).
74. ↑  Robbie Berg: Tropical Depression Eleven-E Advisory Number 1. National Hurricane Center, 4. August 2018, abgerufen am 10. September 2018 (englisch).
75. ↑  Richard Pasch: Tropical Storm Ileana Advisory Number 1. National Hurricane Center, 5. August 2018, abgerufen am 10. September 2018 (englisch).
76. 1 2  Daniel P. Brown: Remnants of Ileana Discussion Number 12. National Hurricane Center, 7. August 2018, abgerufen am 30. Dezember 2018 (englisch).
77. ↑   Van 4 muertos por efectos de la tormenta "Ileana" en Guerrero In: El Diaro de Coahuila, 6. August 2018. Abgerufen am 10. September 2018 (spanisch).
78. ↑  John P. Cangialosi: NHC Graphical Outlook Archive. National Hurricane Center, 29. Juli 2017, abgerufen am 30. Dezember 2018 (englisch).
79. ↑  Eric S. Blake: NHC Graphical Outlook Archive. National Hurricane Center, 2. August 2018, abgerufen am 30. Dezember 2018 (englisch).
80. ↑  Daniel P. Brown: Tropical Depression Twelve-E Advisory Number 1. National Hurricane Center, 5. August 2018, abgerufen am 30. Dezember 2018 (englisch).
81. ↑  Jack Beven: Tropical Storm John Advisory Number 2. National Hurricane Center, 6. August 2018, abgerufen am 30. Dezember 2018 (englisch).
82. ↑  Daniel P. Brown: Hurricane John Advisory Number 5. National Hurricane Center, 6. August 2018, abgerufen am 30. Dezember 2018 (englisch).
83. ↑  Daniel Brown: Hurricane John Discussion Number 9. National Hurricane Center, 7. August 2017, abgerufen am 30. Dezember 2018 (englisch).
84. ↑  Lixion Avila: Post-Tropical Cyclone John Discussion Number 20. National Hurricane Center, 10. August 2018, abgerufen am 30. Dezember 2018 (englisch).
85. ↑  Alex Sosnowski: Dangerous surf from John to affect Southern California beaches into this weekend. AccuWeather, 10. August 2018, abgerufen am 30. Dezember 2018 (englisch).
86. ↑  NHC Graphical Outlook Archive. National Hurricane Center, 2. August 2018, abgerufen am 31. Januar 2019 (englisch).
87. ↑  Eric Blake: Tropical Depression THIRTEEN-E. National Hurricane Center, abgerufen am 31. Januar 2019 (englisch).
88. ↑  Eric Blake: Tropical Storm Kristy Forecast/Advisory Number 2. National Hurricane Center, 7. August 2018, abgerufen am 31. Januar 2019 (englisch).
89. ↑  Robbie J. Berg: Tropical Storm Kristy Forecast/Advisory Number 13. National Hurricane Center, 10. August 2018, abgerufen am 31. Januar 2019 (englisch).
90. ↑  Lixion Avila: Post-Tropical Cyclone KRISTY. National Hurricane Center, abgerufen am 31. Januar 2019 (englisch).
91. ↑  NHC Graphical Outlook Archive. National Hurricane Center, abgerufen am 31. Januar 2019 (englisch).
92. ↑  Stacy R. Stewart: Tropical Depression Fourteen-E Discussion Number 1. National Hurricane Center, 14. August 2018, abgerufen am 1. Februar 2019 (englisch).
93. ↑  Eric S. Blake: Tropical Storm Lane Discussion Number 3. National Hurricane Center, 15. August 2018, abgerufen am 1. Februar 2019 (englisch).
94. ↑  Stacy R. Stewart: Hurricane Lane Discussion Number 9. National Hurricane Center, 16. August 2018, abgerufen am 1. Februar 2019 (englisch).
95. ↑  Stacy R. Stewart: Hurricane Lane Discussion Number 15. National Hurricane Center, 18. August 2018, abgerufen am 1. Februar 2019 (englisch).
96. ↑  Sam Houston: Hurricane Lane Discussion Number 19. Central Pacific Hurricane Center, 19. August 2018, abgerufen am 1. Februar 2019 (englisch).
97. ↑  Richard Ballard: Hurricane Lane Discussion Number 24. Central Pacific Hurricane Center, 20. August 2018, abgerufen am 1. Februar 2019 (englisch).
98. ↑  Richard Ballard: Hurricane Lane Special Advisory Number 30. Central Pacific Hurricane Center, 22. August 2018, abgerufen am 1. Februar 2019 (englisch).
99. ↑  Wendy Osher: Lane Intensifies to Dangerous Category 5 Hurricane, 160 mph Winds. Maui Now, 22. August 2018, abgerufen am 1. Februar 2019 (englisch).
100. ↑  Lane strengthens to Category 5 hurricane, Big Island under hurricane warning. Hawaii News Now, 22. August 2018, archiviert vom Original am 22. August 2018; abgerufen am 1. Februar 2019 (englisch).
101. ↑  Powell: Hurricane Lane Discussion 32. Central Pacific Hurricane Center, 22. August 2018, abgerufen am 1. Februar 2019 (englisch).
102. ↑  Ballard: Tropical Storm Discussion Number 43. Central Pacific Hurricane Center, 24. August 2018, abgerufen am 1. Februar 2019 (englisch).
103. ↑  Burke: Tropical Storm Lane Discussion Number 47. Central Pacific Hurricane Center, 26. August 2018, abgerufen am 1. Februar 2019 (englisch).
104. ↑  Birchard: Tropical Depression Lane Discussion Number 49. Central Pacific Hurricane Center, 26. August 2018, abgerufen am 1. Februar 2019 (englisch).
105. ↑  Birchard: Tropical Storm Lane Discussion Number 53. Central Pacific Hurricane Center, 27. August 2018, abgerufen am 1. Februar 2019 (englisch).
106. ↑  Donaldson: Tropical Depression Lane Discussion Number 55. Central Pacific Hurricane Center, 28. August 2018, abgerufen am 1. Februar 2019 (englisch).
107. ↑  Donaldson: Post-Tropical Cyclone Lane Discussion Number 59. Central Pacific Hurricane Center, 29. August 2018, abgerufen am 1. Februar 2019 (englisch).
108. ↑  NHC Graphical Outlook Archive. National Hurricane Center, 22. Februar 2018, abgerufen am 1. Januar 2019 (englisch).
109. ↑  NHC Graphical Outlook Archive. National Hurricane Center, 23. August 2018, abgerufen am 1. Januar 2019 (englisch).
110. ↑  NHC Graphical Outlook Archive. National Hurricane Center, 26. August 2018, abgerufen am 1. Januar 2019 (englisch).
111. ↑  NHC Graphical Outlook Archive. National Hurricane Center, 26. August 2018, abgerufen am 1. Januar 2019 (englisch).
112. ↑  NHC Graphical Outlook Archive. National Hurricane Center, 29. August 2018, abgerufen am 1. Januar 2019 (englisch).
113. ↑  Central Pacific Hurricane Center – Honolulu, Hawai`i. US Department of Commerce, NOAA, National Weather Service, 1. September 2018, abgerufen am 1. Januar 2019 (englisch).
114. ↑  Wroe: Hurricane Miriam Discussion Number 24. Central Pacific Hurricane Center, 31. August 2018, abgerufen am 1. Januar 2019 (englisch).
115. ↑  Central Pacific Hurricane Center – Honolulu, Hawai`i. Central Pacific Hurricane Center, 1. September 2018, abgerufen am 1. Januar 2019 (englisch).
116. ↑  Stacy Stewart: NHC Graphical Outlook Archive. National Hurricane Center, 25. August 2018, abgerufen am 2. Februar 2019 (englisch).
117. ↑  Stacy Stewart: NHC Graphical Outlook Archive. National Hurricane Center, 26. August 2018, abgerufen am 2. Februar 2019 (englisch).
118. ↑  Lixion Avila: Tropical Depression Sixteen-E Advisory Number   1. National Hurricane Center, 28. August 2018, abgerufen am 2. Februar 2019 (englisch).
119. ↑  Robbie Berg: Hurricane Norman Discussion Number 8. National Hurricane Center, 30. August 2018, abgerufen am 2. Februar 2019 (englisch).
120. ↑  Richard Pasch: Tropical Storm Norman Advisory Number 3. National Hurricane Center, 28. August 2018, abgerufen am 2. Februar 2019 (englisch).
121. ↑  Lixion Avila: Hurricane Norman Advisory Number 6. National Hurricane Center, 29. August 2018, abgerufen am 2. Februar 2019 (englisch).
122. ↑  Robbie Berg: Hurricane Norman Advisory Number 8. National Hurricane Center, 30. August 2018, abgerufen am 2. Februar 2019 (englisch).
123. ↑  Daniel Brown: Hurricane Norman Special Advisory Number 9. National Hurricane Center, 30. August 2018, abgerufen am 2. Februar 2019 (englisch).
124. ↑  Daniel Brown: Hurricane Norman Advisory Number 10. National Hurricane Center, 30. August 2018, abgerufen am 2. Februar 2019 (englisch).
125. ↑  Daniel Brown: Hurricane Norman Discussion Number 10. National Hurricane Center, 30. August 2018, abgerufen am 2. Februar 2019 (englisch).
126. ↑  John Cangialosi: Hurricane Norman Discussion Number 12. National Hurricane Center, 31. August 2018, abgerufen am 2. Februar 2019 (englisch).
127. ↑  Dave Roberts: Hurricane Norman Discussion Number 14. National Hurricane Center, 31. August 2018, abgerufen am 2. Februar 2019 (englisch).
128. ↑  Dave Roberts: Hurricane Norman Discussion Number 15. National Hurricane Center, 31. August 2018, abgerufen am 2. Februar 2019 (englisch).
129. ↑  Stacy Stewart: Hurricane Norman Advisory Number 18. National Hurricane Center, 1. September 2018, abgerufen am 2. Februar 2019 (englisch).
130. ↑  Lixion Avila: Hurricane Norman Advisory Number 22. National Hurricane Center, 2. September 2018, abgerufen am 2. Februar 2019 (englisch).
131. ↑  Eric Blake: Hurricane Norman Discussion Number 26. National Hurricane Center, 3. September 2018, abgerufen am 2. Februar 2019 (englisch).
132. ↑  Eric Blake: Hurricane Norman Advisory Number 26. National Hurricane Center, 3. September 2018, abgerufen am 2. Februar 2019 (englisch).
133. ↑  John Cangialosi: Hurricane Norman Advisory Number 28. National Hurricane Center, 4. September 2018, abgerufen am 2. Februar 2019 (englisch).
134. ↑  Sam Houston: Hurricane Norman Advisory Number 34. Central Pacific Hurricane Center, 5. September 2018, abgerufen am 2. Februar 2019 (englisch).
135. ↑  Tom Birchard: Tropical Storm Norman Advisory Number 47. Central Pacific Hurricane Center, 8. September 2018, abgerufen am 2. Februar 2019 (englisch).
136. ↑  Daniel Brown: NHC Graphical Outlook Archive. In: National Hurricane Center. National Oceanic and Atmospheric Administration, 30. August 2018, abgerufen am 25. März 2019 (englisch).
137. ↑  Dave Roberts: NHC Graphical Outlook Archive. In: National Hurricane Center. National Oceanic and Atmospheric Administration, 31. August 2018, abgerufen am 25. März 2019 (englisch).
138. ↑  John Cangialosi: Tropical Depression Seventeen-E Advisory Number 1. In: National Hurricane Center. National Oceanic and Atmospheric Administration, 1. September 2018, abgerufen am 25. März 2019 (englisch).
139. ↑  Richard Pasch: Tropical Storm Olivia Advisory Number 6. In: National Hurricane Center. National Oceanic and Atmospheric Administration, 2. September 2018, abgerufen am 25. März 2019 (englisch).
140. ↑  Richard Pasch: Tropical Storm Olivia Discussion Number 6. In: National Hurricane Center. National Oceanic and Atmospheric Administration, 2. September 2018, abgerufen am 25. März 2019 (englisch).
141. ↑  Dave Roberts: Tropical Storm Olivia Advisory Number 10. In: National Hurricane Center. National Oceanic and Atmospheric Administration, 3. September 2018, abgerufen am 25. März 2019 (englisch).
142. ↑  Eric Blake: Tropical Storm Olivia Advisory Number 11. In: National Hurricane Center. National Oceanic and Atmospheric Administration, 3. September 2018, abgerufen am 25. März 2019 (englisch).
143. ↑  Eric Blake: Hurricane Olivia Advisory Number 13. In: National Hurricane Center. National Oceanic and Atmospheric Administration, 4. September 2018, abgerufen am 25. März 2019 (englisch).
144. ↑  Jack Beven: Hurricane Olivia Advisory Number 15. In: National Hurricane Center. National Oceanic and Atmospheric Administration, 4. September 2018, abgerufen am 25. März 2019 (englisch).
145. ↑  Jack Beven: Hurricane Olivia Advisory Number 16. In: National Hurricane Center. National Oceanic and Atmospheric Administration, 4. September 2018, abgerufen am 25. März 2019 (englisch).
146. ↑  Eric Blake: Hurricane Olivia Advisory Number 17. In: National Hurricane Center. National Oceanic and Atmospheric Administration, 5. September 2018, abgerufen am 25. März 2019 (englisch).
147. ↑  Jack Beven: Hurricane Olivia Advisory Number 19. National Hurricane Center, 5. September 2018, abgerufen am 25. März 2019 (englisch).
148. ↑  Lixion A. Avila: Hurricane Olivia Advisory Number 26. National Hurricane Center, 6. September 2018, abgerufen am 25. März 2019 (englisch).
149. ↑  Eric S. Blake: Hurricane Olivia Advisory Number 33. National Hurricane Center, 8. September 2018, abgerufen am 25. März 2019 (englisch).
150. ↑  Ballard R.: Hurricane Olivia Advisory Number 38. Central Pacific Hurricane Center, 9. September 2018, abgerufen am 25. März 2019 (englisch).
151. ↑  Forecaster Wroe: Hurricane Olivia Advisory Number 49. Central Pacific Hurricane Center, 12. September 2018, abgerufen am 25. März 2019 (englisch).
152. ↑  Sam Houston: Hurricane Olivia Advisory Number 51. Central Pacific Hurricane Center, 12. September 2018, abgerufen am 25. März 2019 (englisch).
153. ↑  John P. Cangialosi: Tropical Cyclone Report: Hurricane Olivia. (PDF) National Hurricane Center, 3. Dezember 2018, S. 6, abgerufen am 25. März 2019 (englisch).
154. ↑  Eric S. Blake: NHC Graphical Tropical Weather Outlook Archive. National Hurricane Center, 4. September 2018, abgerufen am 25. März 2019 (englisch).
155. ↑  Eric S. Blake: Tropical Depression Eighteen-E Discussion Number 1. National Hurricane Center, 8. September 2018, abgerufen am 25. März 2019 (englisch).
156. ↑  John P. Cangialosi: Tropical Storm Paul Advisory Number 4. National Hurricane Center, 9. September 2018, abgerufen am 25. März 2019 (englisch).
157. ↑  John P. Cangialosi: Tropical Storm Paul Advisory Number 11. National Hurricane Center, 11. September 2018, abgerufen am 25. März 2019 (englisch).
158. ↑  David A. Zelinsky: Tropical Cyclone Report: Tropical Storm Paul. (PDF, 769 kB) National Hurricane Center, 4. Oktober 2018, S. 2, 5, abgerufen am 25. März 2019 (englisch).
159. ↑  David Zelinsky: Post-Tropical Cyclone Paul Advisory Number 16. National Hurricane Center, 12. September 2018, abgerufen am 25. März 2019 (englisch).
160. ↑  NHC Graphical Outlook Archive. National Hurricane Center, 14. September 2018, abgerufen am 20. September 2018 (englisch).
161. ↑  NHC Graphical Outlook Archive. National Hurricane Center, 18. September 2018, abgerufen am 20. September 2018 (englisch).
162. ↑  David Roth, Eric Blake: Tropical Depression NINETEEN-E. National Hurricane Center, 19. September 2018, abgerufen am 20. September 2018 (englisch).
163. ↑  earth :: a global map of wind, weather, and ocean conditions. earth.nullschool.net, 20. September 2018, abgerufen am 4. Februar 2019 (englisch).
164. ↑  Robbie Berg: Remnants of NINETEEN-E. National Hurricane Center, 20. September 2018, abgerufen am 4. Februar 2019 (englisch).
165. ↑  Javier Cabrera Martínez:  Suman 800 mdp en daños a cultivos por lluvias en Sinaloa In: El Universal, 26. September 2018. Abgerufen am 4. Februar 2019 (spanisch).
166. ↑  NHC Graphical Outlook Archive. National Hurricane Center, 22. September 2018, abgerufen am 5. Februar 2019 (englisch).
167. ↑  NHC Graphical Outlook Archive. National Hurricane Center, abgerufen am 5. Februar 2019 (englisch).
168. ↑  NHC Graphical Outlook Archive. National Hurricane Center, abgerufen am 5. Februar 2019 (englisch).
169. ↑  Dave Roberts: Hurricane Rosa Advisory Number 6. National Hurricane Center, 26. September 2018, abgerufen am 5. Februar 2019 (englisch).
170. ↑  Eric Blake: Hurricane Rosa Advisory Number 12. National Hurricane Center, 27. September 2018, abgerufen am 5. Februar 2019 (englisch).
171. ↑  David Zelinsky: Hurricane Rosa Discussion Number 15. National Hurricane Center, 28. September 2018, abgerufen am 5. Februar 2019 (englisch).
172. ↑  David Zelinsky: Tropical Storm Rosa Discussion Number 17. National Hurricane Center, 29. September 2018, abgerufen am 5. Februar 2019 (englisch).
173. ↑  Jack Beven: Hurricane Rosa Discussion Number 18. National Hurricane Center, abgerufen am 5. Februar 2019 (englisch).
174. ↑  Stacy R. Stewart: Hurricane Rosa Discussion Number 21. National Hurricane Center, 30. September 2018, abgerufen am 5. Februar 2019 (englisch).
175. ↑  Robbie Berg: Tropical Storm Rosa Discussion Number 24. National Hurricane Center, 30. September 2018, abgerufen am 5. Februar 2019 (englisch).
176. ↑  John Cangialosi: Remnants of Rosa Discussion Number 30. National Hurricane Center, 2. Oktober 2018, abgerufen am 5. Februar 2019 (englisch).
177. ↑  David Zelinsky: Five-Day Graphical Tropical Weather Outlook – 5:00 PM PDT, Tue Sept 25 2018. National Hurricane Center, 25. September 2018, abgerufen am 6. Februar 2019 (englisch).
178. ↑  Dave Roberts: Two-Day Graphical Tropical Weather Outlook – 5:00 AM PDT, Wed Sept 26 2018. National Hurricane Center, 26. September 2018, abgerufen am 6. Februar 2019 (englisch).
179. ↑  Jack Beven: Tropical Storm Sergio Special Discussion Number 1. National Hurricane Center, 29. September 2018, abgerufen am 6. Februar 2019 (englisch).
180. ↑  John Cangialosi: Tropical Storm Sergio Discussion Number 9. National Hurricane Center, 1. Oktober 2018, abgerufen am 6. Februar 2019 (englisch).
181. ↑  Richard Pasch: Hurricane Sergio Advisory Number 13. National Hurricane Center, 2. Oktober 2018, abgerufen am 6. Februar 2019 (englisch).
182. ↑  Michael Brennan, Richard Pasch: Hurricane Sergio Tropical Cyclone Update. National Hurricane Center, 2. Oktober 2018, abgerufen am 6. Februar 2019 (englisch).
183. ↑  Eric Blake: Hurricane Sergio Discussion Number 19. National Hurricane Center, 4. Oktober 2018, abgerufen am 6. Februar 2019 (englisch).
184. ↑  Robbie Berg: Hurricane Sergio Public Advisory Number 20. National Hurricane Center, 4. Oktober 2018, abgerufen am 6. Februar 2019 (englisch).
185. ↑  Michael Brennan: Hurricane Sergio Public Advisory Number 23. National Hurricane Center, 5. Oktober 2018, abgerufen am 6. Februar 2019 (englisch).
186. ↑  Stacy R. Stewart: Hurricane Sergio Discussion Number 27. National Hurricane Center, 6. Oktober 2018, abgerufen am 6. Februar 2019 (englisch).
187. ↑  David Zelinsky: Hurricane Sergio Discussion Number 33. National Hurricane Center, 7. Oktober 2018, abgerufen am 6. Februar 2019 (englisch).
188. ↑  David Zelinsky: Tropical Storm Sergio Forecast Discussion Number 42. National Hurricane Center, 9. Oktober 2018, abgerufen am 6. Februar 2019 (englisch).
189. ↑  Lixion Avila: Tropical Storm Sergio Advisory Number 52A. National Hurricane Center, 12. Oktober 2018, abgerufen am 6. Februar 2019 (englisch).
190. ↑  Lixion Avila: Tropical Depression Sergio Intermediate Advisory Number 53A. National Hurricane Center, 12. Oktober 2018, abgerufen am 6. Februar 2019 (englisch).
191. ↑  Lixion Avila: Remnants Of Sergio Advisory Number 54. National Hurricane Center, 12. Oktober 2018, abgerufen am 6. Februar 2019 (englisch).
192. ↑  Tropical Storm Walaka Advisory #1. Central Pacific Hurricane Center, 29. September 2018, abgerufen am 1. Oktober 2018 (englisch).
193. ↑  Hurricane Walaka Advisory #6. Central Pacific Hurricane Center, 30. September 2018, abgerufen am 1. Oktober 2018 (englisch).
194. ↑  Wirbelstürme: Hurrikan radiert Hawaii-Insel von Landkarte. (spektrum.de [abgerufen am 27. Oktober 2018]).
195. ↑  Eric S. Blake: Five-Day Graphical Tropical Weather Outlook Archive. National Hurricane Center, 11. Oktober 2018, abgerufen am 29. Dezember 2018 (englisch).
196. ↑  Stacy R. Stewart: Tropical Depression Twenty-Two-E Discussion Number 1. National Hurricane Center, 14. Oktober 2018, abgerufen am 29. Dezember 2018 (englisch).
197. ↑  Daniel P. Brown: Tropical Storm Tara Discussion Number 4. National Hurricane Center, 15. Oktober 2018, abgerufen am 29. Dezember 2018 (englisch).
198. ↑  Robbie J. Berg: Tropical Storm Tara Advisory Number 7. National Hurricane Center, 15. Oktober 2018, abgerufen am 29. Dezember 2018 (englisch).
199. ↑  Stacy R. Stewart: Tropical Storm Tara Discussion Number 10. National Hurricane Center, 16. Oktober 2018, abgerufen am 29. Dezember 2018 (englisch).
200. ↑  Stacy R. Stewart: Tropical Depression Tara Advisory Number 10. National Hurricane Center, 16. Oktober 2018, abgerufen am 29. Dezember 2018 (englisch).
201. ↑  David Zelinsky: Remnants of Tara Advisory Number 11. National Hurricane Center, 17. Oktober 2018, abgerufen am 29. Dezember 2018 (englisch).
202. ↑  Stacy R. Stewart: Two-Day Graphical Tropical Weather Outlook: 5:00 am PDT, Wed Oct 17 2018. National Hurricane Center, 17. Oktober 2018, abgerufen am 26. März 2019 (englisch).
203. ↑  David Zelinsky: Two-Day Graphical Tropical Weather Outlook: 5:00 pm PDT, Thu Oct 18 2018. National Hurricane Center, 28. Oktober 2018, abgerufen am 26. März 2019 (englisch).
204. ↑  Robbie Berg: Tropical Depression Twenty-Three-E Discussion Number 1. National Hurricane Center, 19. Oktober 2018, abgerufen am 26. März 2019 (englisch).
205. ↑  Robbie Berg: Tropical Storm Vicente Discussion Number 2. National Hurricane Center, 19. Oktober 2018, abgerufen am 26. März 2019 (englisch).
206. ↑  Michael Brennan: Tropical Storm Vicente Discussion Number 11. National Hurricane Center, 21. Oktober 2018, abgerufen am 26. März 2019 (englisch).
207. ↑  Tropical Storm Vicente Discussion Number 12. National Hurricane Center, 22. Oktober 2018, abgerufen am 26. März 2019 (englisch).
208. ↑  Richard J. Pasch, Andrew Latto: Tropical Storm Vicente Discussion Number 13. National Hurricane Center, 22. Oktober 2018, abgerufen am 26. März 2019 (englisch).
209. ↑  Richard J. Pasch: Post-Tropical Cyclone Vicente Discussion Number 17. National Hurricane Center, 23. Oktober 2018, abgerufen am 26. März 2019 (englisch).
210. ↑   Storm Vincente Kills 14 in Mexico, Prensa Latina, 23. Oktober 2018. Abgerufen am 26. März 2019 (englisch).
211. ↑   Por "Vicente" fallecen 13 personas en Oaxaca In: El Universal, 26. Oktober 2018. Abgerufen am 26. März 2019 (spanisch).
212. ↑  Isabel Zamudio:  Tormenta tropical 'Vicente' deja tres muertos en Veracruz, Milenio, 22. Oktober 2018. Abgerufen am 26. März 2019 (spanisch).
213. ↑  Hurrikan: Mexiko wappnet sich für "Willas" Ankunft. In: Spiegel Online. 23. Oktober 2018 (spiegel.de [abgerufen am 26. Oktober 2018]).
214. ↑  Anne-Katrin Mellmann: Hurrikan steuert mit Stärke 4 auf Mexikos Küste zu (Audio, 37 s mit kurzem Text), tagesschau.de, ARD-Auslandsstudio, Mexiko, 23. Oktober 2018.
215. ↑  "Willa" toca tierra con categoría 3 en Escuinapa, Sinaloa (spanisch), La Jornada, Mexiko, 23. Oktober 2018.
216. ↑  Huracán Willa se degrada a depresión tropical tras tocar tierra en Sinaloa (spanisch), El Comercio (Peru), 24. Oktober 2018.
217. ↑  David Zelinsky: NHC Graphical Outlook Archive. In: National Hurricane Center. National Oceanic and Atmospheric Administration, 25. Oktober 2018, abgerufen am 20. März 2019 (englisch).
218. ↑  David Zelinsky: NHC Graphical Outlook Archive. In: National Hurricane Center. National Oceanic and Atmospheric Administration, 29. Oktober 2018, abgerufen am 20. März 2019 (englisch).
219. ↑  Daniel Brown: NHC Graphical Outlook Archive. In: National Hurricane Center. National Oceanic and Atmospheric Administration, 29. Oktober 2018, abgerufen am 20. März 2019 (englisch).
220. ↑  Jack Beven: NHC Graphical Outlook Archive. In: National Hurricane Center. National Oceanic and Atmospheric Administration, 2. November 2018, abgerufen am 20. März 2019 (englisch).
221. ↑  Robbie Berg: Tropical Depression Twenty-Five-E Advisory Number 1. In: National Hurricane Center. National Oceanic and Atmospheric Administration, 2. November 2018, abgerufen am 20. März 2019 (englisch).
222. ↑  David Zelinsky: Tropical Storm Xavier Advisory Number 2. In: National Hurricane Center. National Oceanic and Atmospheric Administration, 20. März 2019, abgerufen am 20. März 2019 (englisch).
223. ↑  Jack Beven: Tropical Storm XAVIER Discussion Number 4. In: National Hurricane Center. National Oceanic and Atmospheric Administration, 3. November 2018, abgerufen am 20. März 2019 (englisch).
224. ↑  Robbie Berg: Tropical Storm XAVIER Discussion Number 8. In: National Hurricane Center. National Oceanic and Atmospheric Administration, 4. November 2018, abgerufen am 20. März 2019 (englisch).
225. ↑  Robbie Berg: Tropical Storm XAVIER Discussion Number 13. In: National Hurricane Center. National Oceanic and Atmospheric Administration, 5. November 2018, abgerufen am 20. März 2019 (englisch).
226. ↑  Chris Landsea: Post-Tropical Cyclone XAVIER Discussion Number 14. In: National Hurricane Center. National Oceanic and Atmospheric Administration, 6. November 2018, abgerufen am 20. März 2019 (englisch).
227. ↑  Richard Pasch: Tropical Storm XAVIER Public Advisory Number 10. In: National Hurricane Center. National Oceanic and Atmospheric Administration, 5. November 2018, abgerufen am 20. März 2019 (englisch).
228. 1 2  National Weather Service Office in Honolulu, Hawaii: Thanks for pointing this out. The circulation that was associated with Lane dissipated several days ago and was absorbed by the same upper level low responsible for this feature. This feature is now a sub-tropical gale low, but we will continue to keep an eye on it! 31. August 2018, abgerufen am 9. April 2019 (englisch).
229. ↑  Bob Henson: "Son of Lane" (if you will) is sitting over a distinct SST anomaly of around 2°C. 2. September 2018, abgerufen am 9. April 2019 (englisch).
230. ↑  1730z Bulletin. In: 2018 Tropical Bulletin Archive. NOAA, 1. September 2018, abgerufen am 9. April 2019 (englisch).
231. ↑  1730z Bulletin. In: 2018 Tropical Bulletin Archive. NOAA, 1. September 2018, abgerufen am 9. April 2019 (englisch).
232. ↑  0530z Bulletin. In: 2018 Tropical Bulletin Archive. NOAA, 3. September 2018, abgerufen am 9. April 2019 (englisch).